# 비누풀

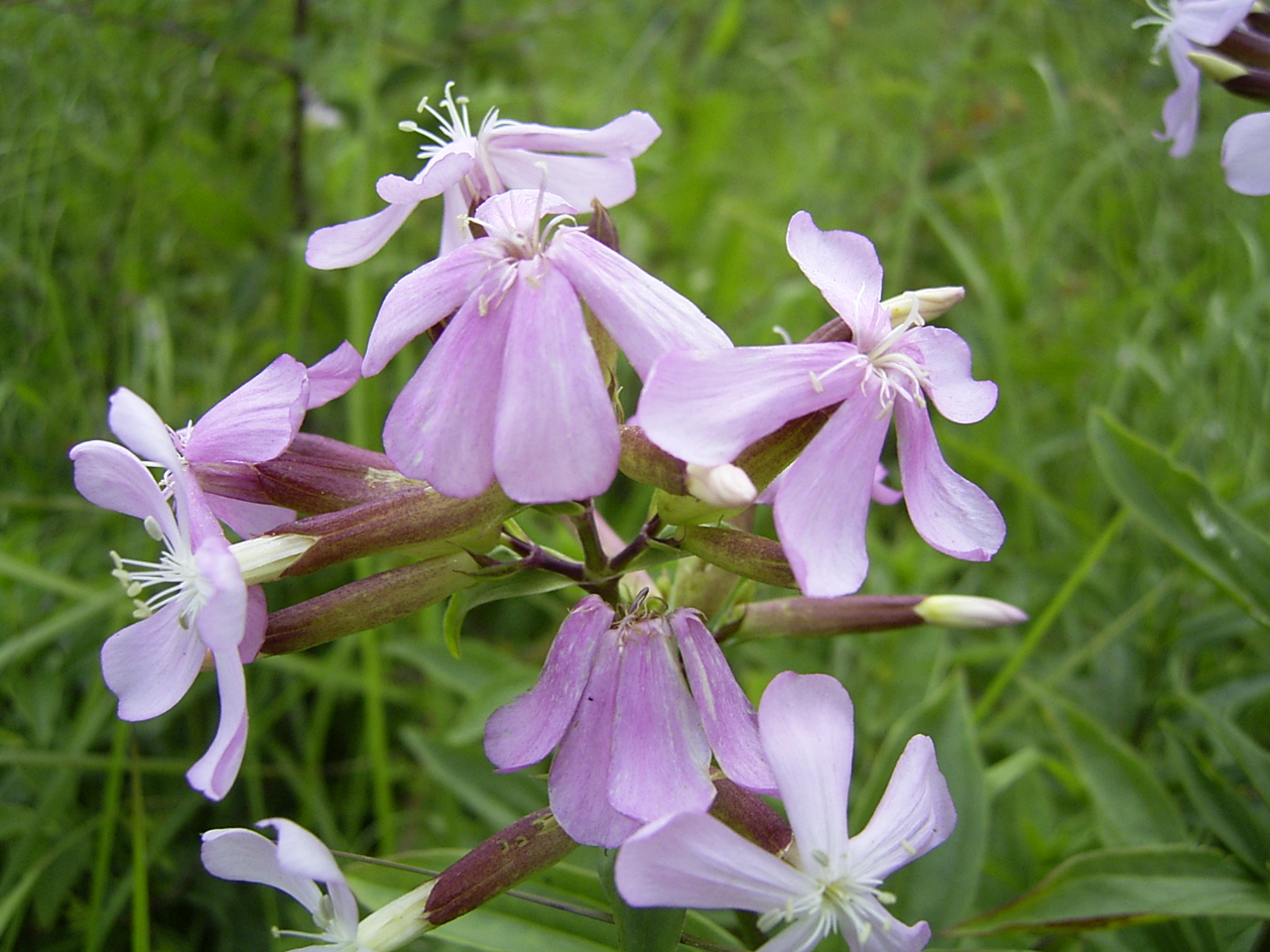

비누풀(Saponaria officinalis)은 유럽 원산의 여러해살이풀이다. 높이는 50cm 가량이다. 근경은 흰색이고 비후하다. 잎은 어긋나며 긴 타원상 피침형이다. 주맥은 3, 길이 5-10cm이다. 꽃은 흰색, 연분홍색, 줄기 끝에 모여 붙는다. 꽃받침은 5갈래, 꽃잎은 5장, 수술 10개, 암술대는 2개, 열매는 삭과로 난형이며 꽃받침에 싸여 있다. 개화기는 7-8월이며 약용으로 쓰인다.